# Сойка джудже
Сойка джудже (Cyanolyca nana) е вид птица от семейство Вранови (Corvidae). Видът е световно застрашен, със статут Уязвим.

## Разпространение
Видът е разпространен в Мексико.